# Arzo (Mendrisio)
Arzo è un ex comune ticinese che dal 2009 è diventato quartiere costitutivo della Città di Mendrisio.

## Geografia fisica
Il quartiere di Arzo si trova presso il Monte San Giorgio.

## Storia
Le prime notizie riguardanti l'esistenza di questo villaggio collinare situato alle pendici del Poncione d'Arzo risalgono al 1335, con la denominazione "Arzio". Il paese era legato amministrativamente e spiritualmente alla pieve di Riva San Vitale e divenne parrocchia autonoma nel 1534 con l'elezione a chiesa parrocchiale della chiesa dedicata ai Santi Nazaro e Celso.
Una delle principali caratteristiche di Arzo, e che contribuì a renderlo famoso a livello europeo, è la presenza sul suo territorio delle cave di marmo. Da tali cave si estraeva, tra l'altro, un particolare marmo rosso, largamente utilizzato per realizzare non solo piani di appoggio, ma anche contorni di portali e camini. Esse affiancarono una lunga tradizione di estrazione e lavorazione a opera delle maestranze del paese. In effetti per molto tempo l'economia di Arzo si basò sull'estrazione del marmo, in concomitanza con lo sfruttamento delle risorse agricole necessarie all'autosufficienza. Queste attività erano poi affiancate dall'emigrazione, anche artistica, che ha contribuito a far conoscere il paese e il suo materiale per eccellenza anche al di fuori dei confini elvetici.
Un notevole cambiamento si registrò nel XX secolo, quando ad Arzo sorsero delle fabbriche soprattutto di confezioni, molte delle quali hanno attualmente cessato la loro attività.

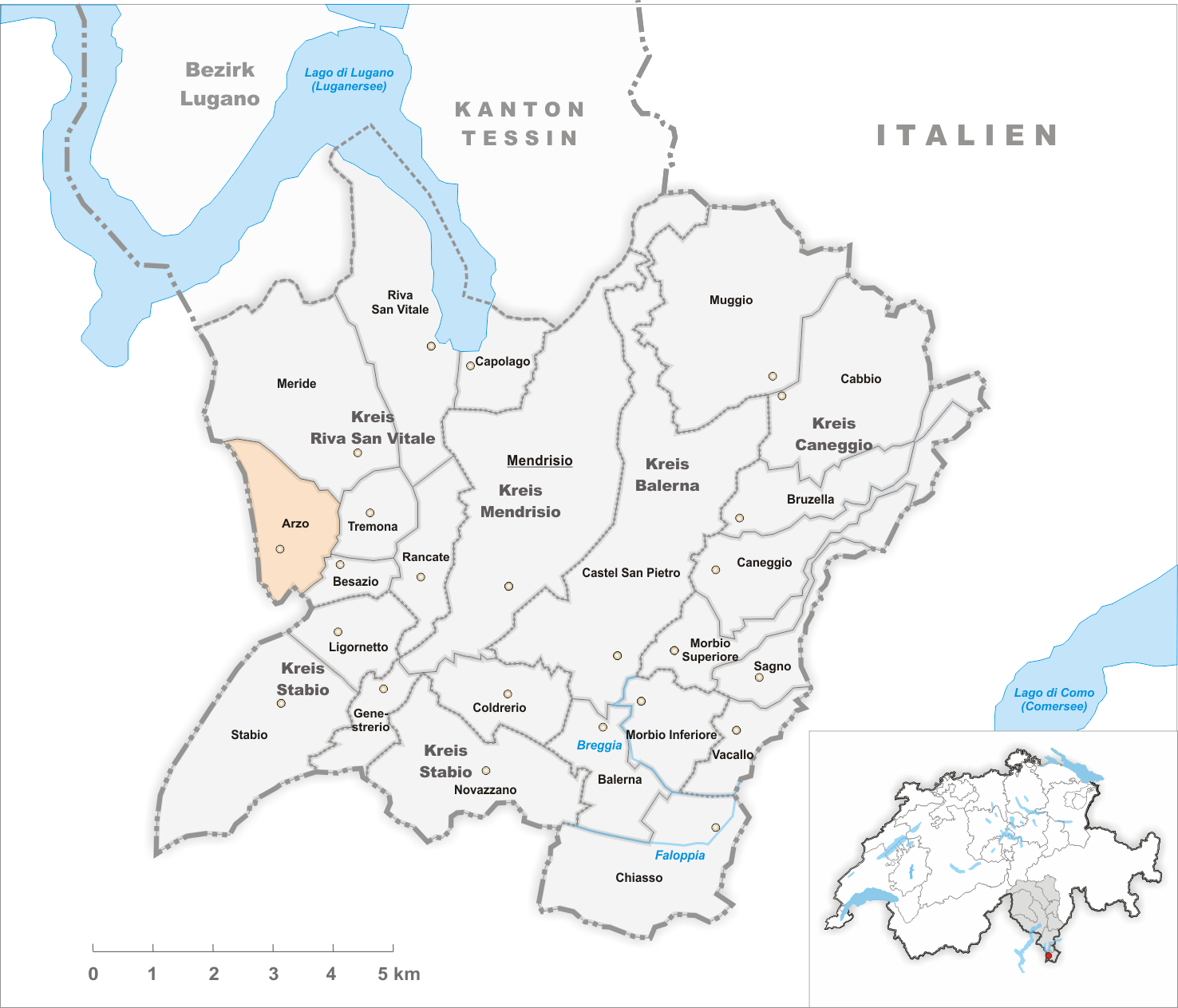
Il territorio del comune di Arzo prima degli accorpamenti comunali del 2009

Già comune autonomo che si estendeva per 2,79 km², nel 2009 è stato accorpato a Mendrisio assieme agli altri comuni soppressi di Capolago, Genestrerio, Rancate e Tremona.

### Le cave di marmo

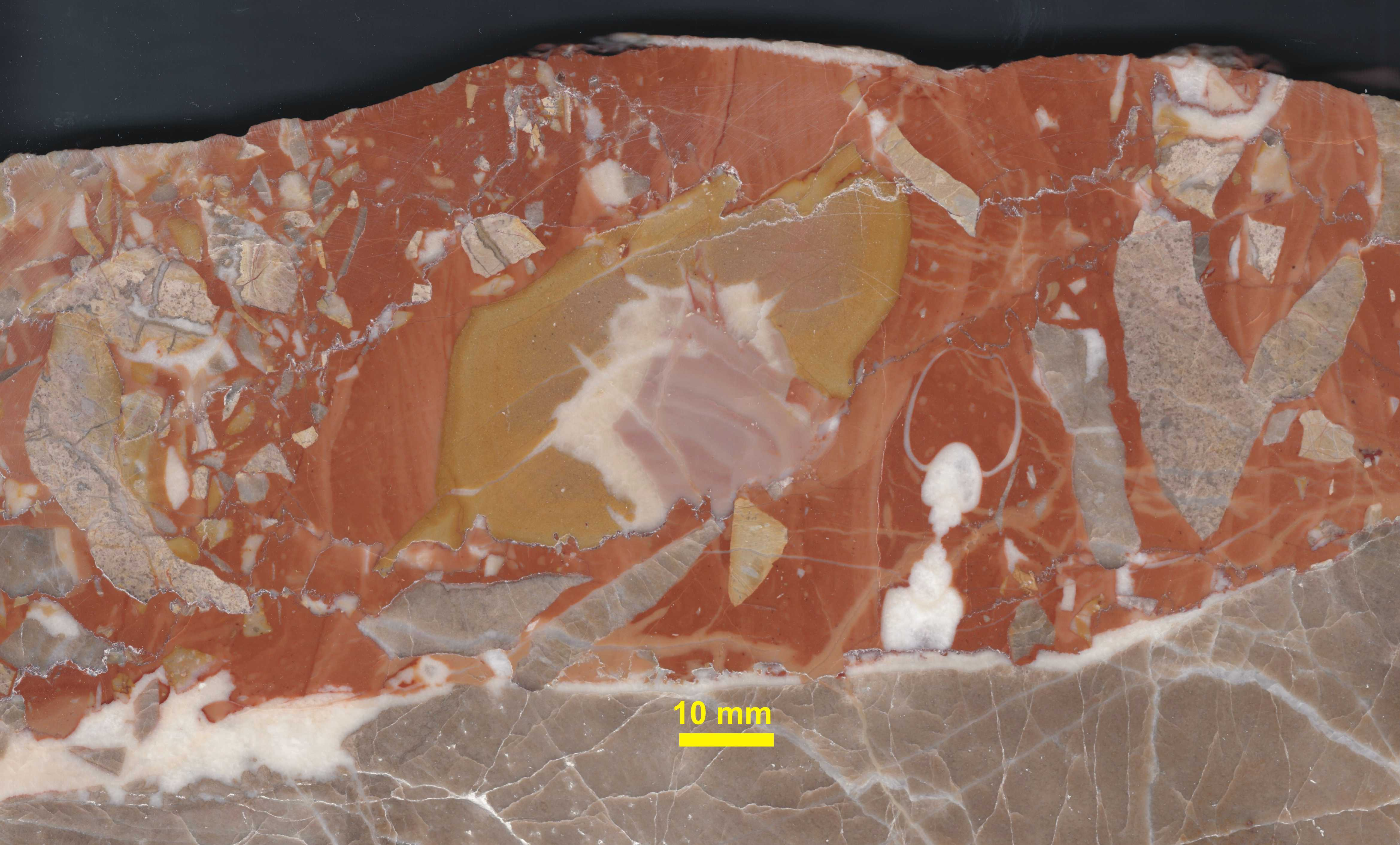
Esemplare della varietà Macchiavecchia Rossa della breccia calcarea multicolore del giacimento presso Arzo

Il marmo (breccia calcarea) estratto dalle cave è una roccia sedimentaria che ha avuto origine sul fondo di un grande oceano che doveva essere situato tra il primitivo continente africano e il primitivo continente europeo. Di questi marmi furono soprattutto due tipi che fecero fortuna: il broccatello e la macchiavecchia.
L'attività di vera e propria escavazione del marmo prese avvio verso la metà del XV secolo e, tra il 1504 e il 1509, un maestro lapicida luganese, Antonio di Arzo, fornì marmo ai cantieri del Duomo di Pavia e del Duomo di Milano, ma la fortuna del marmo di Arzo si raggiunse nel XVII, con l'avvento dello stile barocco. Giovanni Piffaretti scrisse che "L'arte del Barocco permise al "marmo" di Arzo di farsi un nome, di trovare nuovi committenti. In pochi decenni si distinse, per la sua bellezza, nelle chiese, nei palazzi della Lombardia dapprima, poi nel Piemonte, per scendere nell'Emilia sino oltre Bologna, valicare l'Appennino ed imporsi prepotentemente anche nella città medicea per raggiungere, appunto grazie a Carlo Maderno, la Città Eterna". Furono soprattutto due le personalità che contribuirono a diffondere la presenza del marmo di Arzo nelle città e nelle chiese più importanti: il sopracitato Carlo Maderno di Capolago, che lo portò a Roma, e l'architetto Pellegrino Tibaldi, che volle il marmo di Arzo nel Duomo di Milano e in alcuni elementi decorativi, come il portale, del collegio Ghislieri di Pavia.
Il marmo di Arzo però non veniva utilizzato unicamente oltreconfine, ma è presente anche in Svizzera, come ad esempio nella chiesa di Andermatt, nell'abbazia di Einsiedeln e nel Palazzo Federale di Berna, oltre che in molte delle chiese della zona del Mendrisiotto.
Con esso erano principalmente realizzati i tre gradini di accesso all'altare maggiore, il gradino di accesso agli altari minori, le balaustrate, le mense degli altari maggiori, i pavimenti e le acquasantiere.
Il marmo di Arzo ebbe fortuna fino al 1930, quando ci fu una crisi molto forte che portò a pensare a nuovi utilizzi e che aprì la strada all'impresa Carlo Calderari fu Fedele di Ligornetto, che propose di ridurre in ghiaia il broccatello per la manutenzione e la copertura delle strade non ancora asfaltate. La ghiaia prodotta aveva un colore rossastro che dava un tocco unico al paesaggio.
Giovanni Piffaretti non parla di questa attività in termini propriamente positivi e soffermandosi sulla fine della riduzione in ghiaia del broccatello in seguito all'asfaltatura e di tutte le strade locali scrive: "il macchinario della ditta Calderari si accanì divorando boccone su boccone la roccia sanguigna per 25 anni".
L'estrazione del marmo continuò fino al 2009, quando l'ultima ditta (Rossi + Ci), dopo sei generazioni, chiuse l'attività, ma l'intenzione di mantenere in vita una tradizione antica spinse un'altra impresa, la M B-Cave marmo di Arzo Sagl, a ridare vita all'attività di escavazione nel 2017.
Le cave sono inoltre diventate lo sfondo per diverse attività culturali: in particolare, dopo la riqualifica del territorio delle cave, è nata l'associazione CAVAVIVA che si propone di organizzare eventi e attività. A titolo d'esempio del lavoro dell'associazione è possibile citare il progetto "Mi Cava Es Tu Casa", creato in tempi recenti per rispondere alla situazione venutasi a creare a causa del Coronavirus e che vede protagonisti personaggi del mondo musicale e artistico cantonale, i quali hanno dato prova della loro arte in questo luogo.

### Simboli
Lo stemma di Arzo è stato ideato nel 1953 (a centocinquant'anni dall'indipendenza ticinese, nel 1803) dallo studioso di araldica Gastone Cambin. La croce bianca in campo rosso (con i bracci estesi sino ai lati dello scudo) richiama gli emblemi di Como e di Lugano; la chiesa color giallo-oro simboleggia il duomo di Lugano e quello di Como, chiese ricche di marmo arzese, alle quali lavorarono parecchi scalpellini di Arzo. Il Duomo ricorda, infatti, il contributo dato da Arzo a queste due città per l’erezione del loro maggiore tempio: fornì, infatti, il materiale per la costruzione del Duomo di Como, per i restauri della facciata del Broletto, della stessa città, nel 1435, e per una parte dei rilievi della facciata della Cattedrale di Lugano.

## Monumenti e luoghi d'interesse

### Architetture religiose

#### Chiesa dei Santi Nazaro e Celso
La chiesa dei Santi Nazaro e Celso è documentata dal 1436, e nel 1534, quando Arzo ottenne l'indipendenza amministrativa e spirituale della pieve di Riva San Vitale, divenne parrocchia. Nel 1609 l'architetto Onorio Longhi di Viggiù progettò la nuova costruzione, recuperando parti dell'edificio cinquecentesco, e nel 1947 venne restaurata. Ulteriori interventi di restauro si ebbero nel 1978 (tetto), nel 1986 (esterno) e nel 2003-2004 (interno).
All'interno conserva affreschi di Francesco Antonio Giorgioli (da Meride) e Antonio Rinaldi (da Tremona), sculture di Remo Rossi e Antonio Rossi e dipinti di Andrea Salvatore Aglio (Arzo).

#### Oratorio della Madonna del Ponte
Oratorio dedicato all'Annunciata e ai Quattro Santi Coronati, protettori degli scalpellini arzesi. La costruzione nacque nella seconda metà del XVII secolo sulle spoglie di una cappella quattrocentesca e fu consacrata nel 1671. Furono fatti dei lavori di ristrutturazione nel 1937-1938, nel 1958, nel 1978-80 e nel 2002.

### Altro

#### Monumento ai lapicidi arzesi
Piazza Mastri Lapicidi Arzesi ospita un altorilievo in bronzo realizzato da Remo Rossi, donato alla comunità di Arzo proprio da sua moglie quando egli venne a mancare. L'opera rappresenta i lapicidi arzesi, ergendosi quindi come simbolo di un passato artistico notevole che ha visto marmorini del luogo attivi in numerosi cantieri delle chiese europee. Il materiale con cui è realizzato l'altorilievo è il bronzo, che come afferma Giovanni Piffaretti "vuole anche ammonirci a non distruggere tutto quanto è stato legato a un mondo semplice e rurale".

#### Casa Allio
La strada che conduce all'oratorio della Madonna del Ponte ospita casa Allio, dimora settecentesca caratterizzata dalla presenza di due logge sovrapposte.

## Società

### Evoluzione demografica
L'evoluzione demografica è riportata nella seguente tabella:
Abitanti censiti

## Cultura

### Arte
Arzo, quale sede di cave di marmo, vede la nascita e lo sviluppo di molte maestranze attive soprattutto nell'ambito ad esse legato: Arzo è il paese per eccellenza dei "marmorini", ossia scultori che lavoravano il marmo delle cave di Arzo. Questi artigiani, come avveniva per molti della zona del Mendrisiotto, spesso emigravano in cerca di fortuna (l'inizio del fenomeno si colloca nel XII secolo, ma fu nei secoli successivi che conobbe un notevole incremento).
Nonostante la vicinanza del fenomeno migratorio come caposaldo nella vita degli artisti del Mendrisiotto vi è una differenza sostanziale relativa alla formazione tra le maestranze degli altri comuni o ex-comuni della zona e il villaggio di Arzo: in effetti, mentre solitamente l'apprendistato si svolgeva a casa del maestro, che forniva al giovane istruzione, vitto e alloggio dietro al pagamento di un compenso da parte della famiglia e che se lo portava appresso durante le migrazioni stagionali, nel caso degli scalpellini di Arzo l'apprendistato si svolgeva sotto la guida della propria famiglia, che trasmetteva il lavoro di generazione in generazione, nelle "baracche" che ormai sono scomparse.

#### Andrea Salvatore Aglio (1736-1786)
Andrea Salvatore Aglio nacque a Arzo nel 1736 e si dedicò inizialmente, come quasi tutti i suoi concittadini, al lavoro nelle cave di marmo. Nel 1752 si recò a Dresda, dove rimase per 22 anni e dove cominciò a dedicarsi alla pittura, creando una nuova tecnica, detta a encausto, che gli permise di dipingere sul marmo. Grazie a questa tecnica egli riusciva a riprodurre delle opere d'arte, oppure dipingere marmi di poco valore facendoli sembrare pregiati.

Tra le sue opere di maggiore spicco si annoverano l'altare Borna e un tavolo dotato di puttini e meandri per il re di Sardegna. A livello locale è possibile osservare alcuni suoi lavori in varie chiese, tra cui quella di Arzo, dove egli decorò l'altare della Madonna del Rosario con la tecnica a encausto.

### Eventi

#### Festival internazionale di narrazione
Ad Arzo ogni anno si svolge il Festival internazionale di narrazione, un evento che ruota attorno al teatro di narrazione che si svolge in vari luoghi del paese: in piazza, nelle corti, nei giardini, nelle cave.

## Amministrazione
Ogni famiglia originaria del luogo fa parte del cosiddetto comune patriziale e ha la responsabilità della manutenzione di ogni bene ricadente all'interno dei confini del quartiere. Il patriziato è proprietario delle cave di marmo di Arzo.